# Kruk (meubel)
Een kruk is een meubel om op te zitten. In tegenstelling tot de stoel heeft een kruk geen leuningen. Een kruk heeft meestal één, drie of vier poten. Een bekende kruk is de barkruk. Deze kruk kenmerkt zich door lange poten en de vaak lederen bekleding op het zitvlak. Een eenpotige melkkruk werd in het verleden veel gebruikt bij het met de hand melken van koeien. 

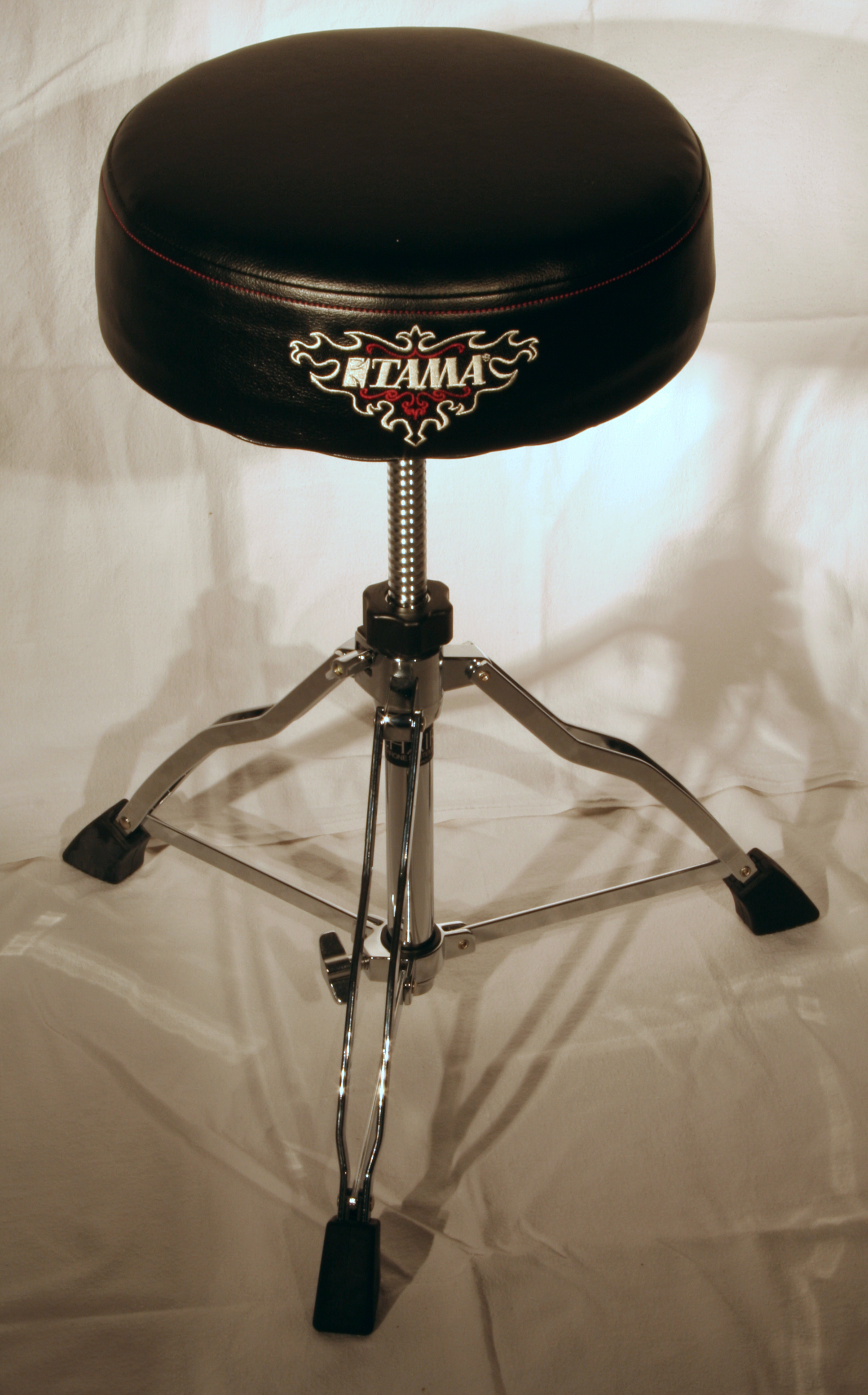
Een drumkruk
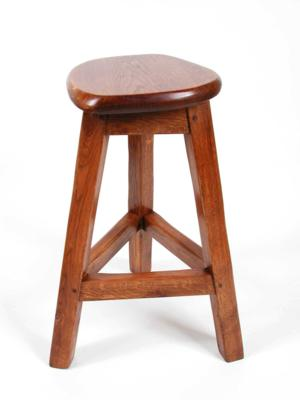
Houten kruk op drie poten
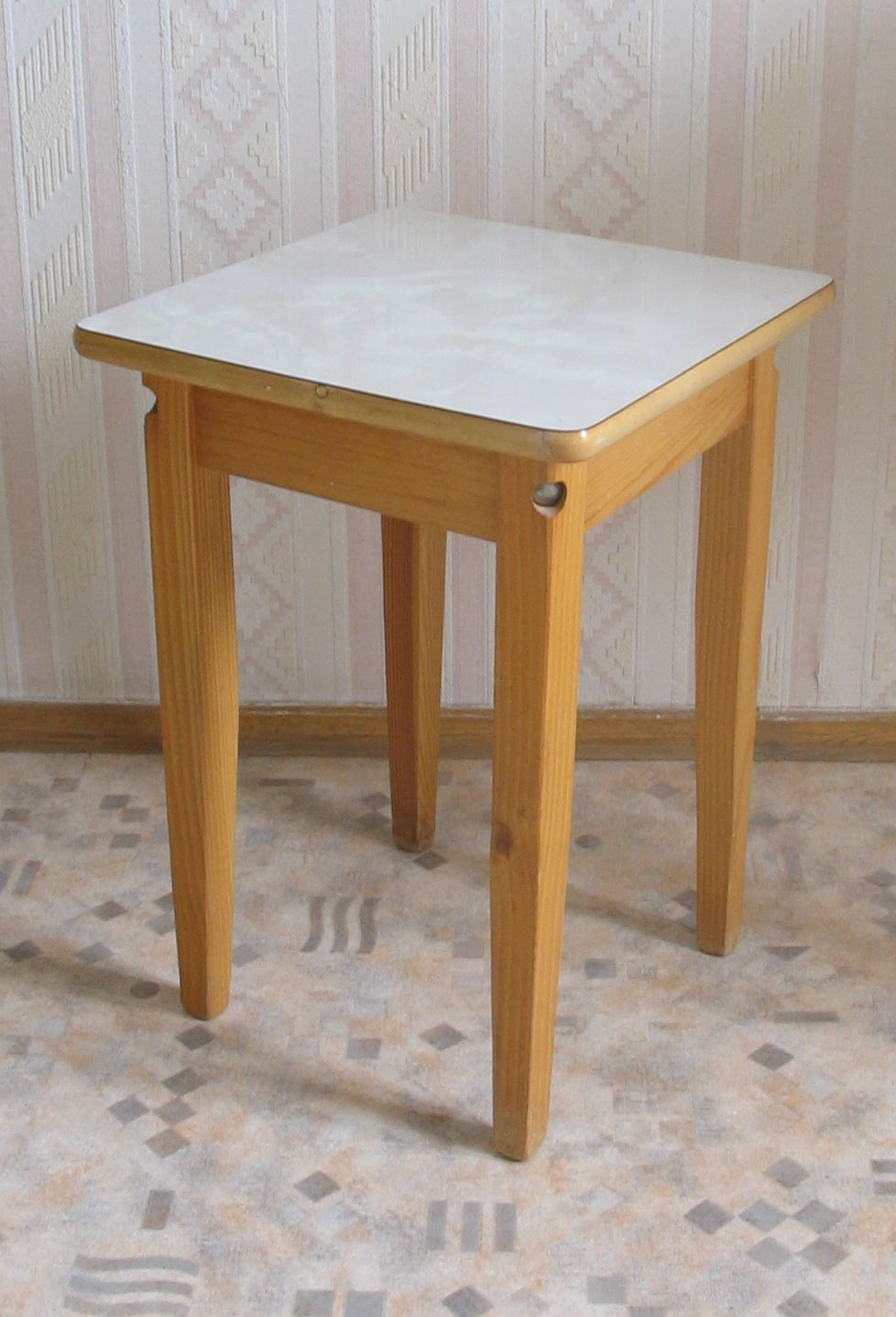
Een krukje tevens bijzettafeltje
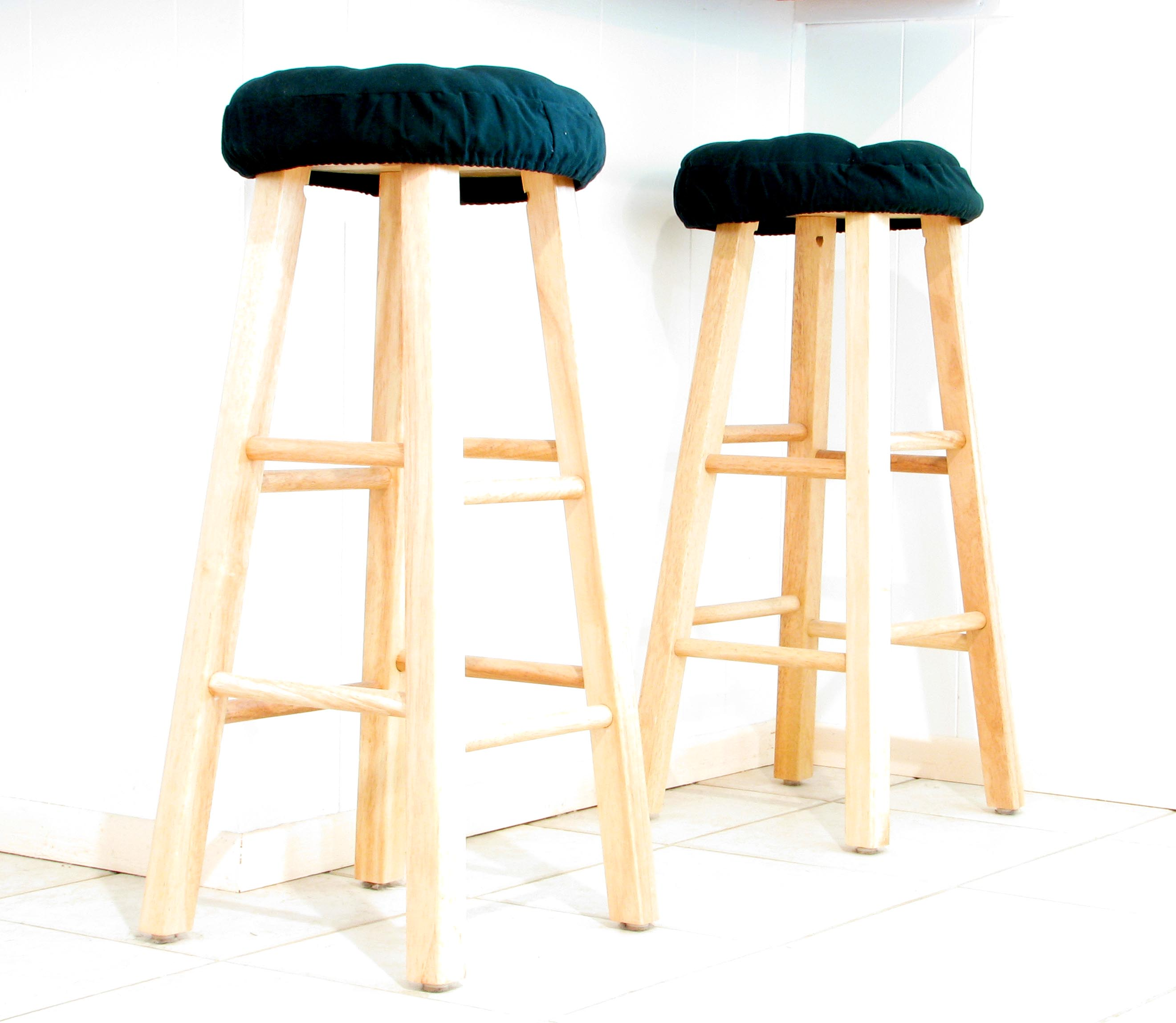
Barkrukken
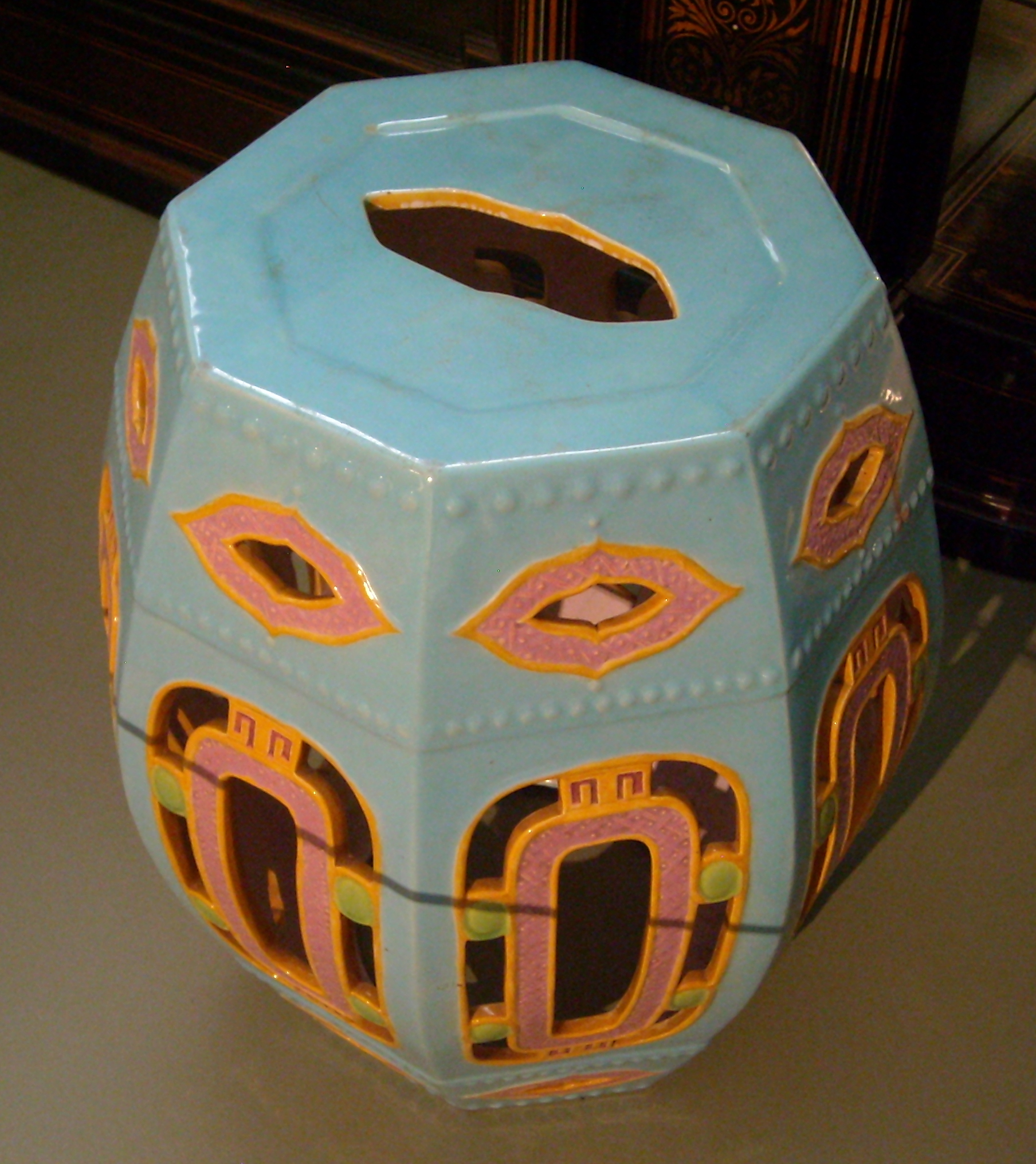
Kruk van aardewerk, Engeland, 1866
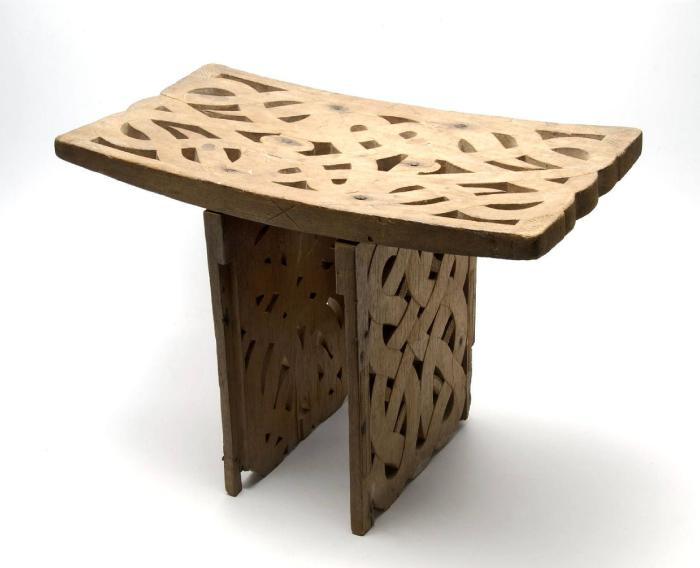
Surinaamse kruk, vóór 1965, Tropenmuseum
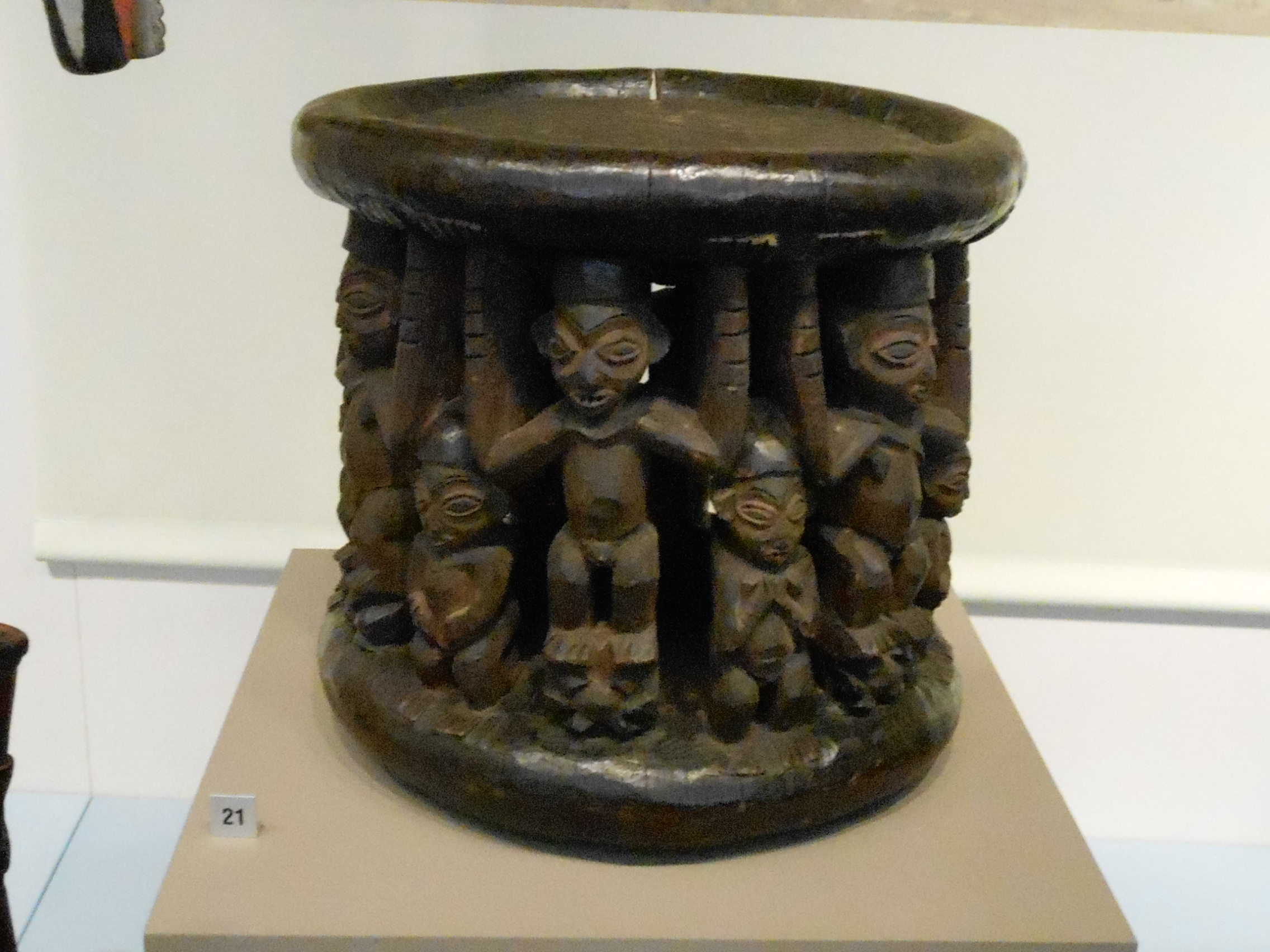
Afrikaanse kruk, World Museum Liverpool